# Amphianthus caribaea
Amphianthus caribaea är en havsanemonart som först beskrevs av Addison Emery Verrill 1899.  Amphianthus caribaea ingår i släktet Amphianthus och familjen Hormathiidae. Inga underarter finns listade i Catalogue of Life.